# Африканский Кубок чемпионов 1975
Африканский Кубок чемпионов 1975 — одиннадцатый розыгрыш главного клубного турнира Африки. В турнире должно было стартовать 28 команд, три из которых впоследствии отказались от участия. Гвинейский клуб «Хафия» завоевал свой второй трофей.

## Первый раунд
| Команда 1      | Итог  | Команда 2       | 1-й матч | 2-й матч   |
| -------------- | ----- | --------------- | -------- | ---------- |
| Джолиба        | 3:0   | Майти Блэкпул   | 2:0      | 1:0        |
| АСДР Фатима    | 3:2   | Аль-Меррейх     | 3:0      | 0:2 дискв. |
| Баме           | 1:4   | Ломе I          | 0:1      | 1:3        |
| Экспресс       | 1:0   | Хорсид          | 1:0      | 0:0        |
| Вита           | 5:1   | Петроспорт      | 4:0      | 1:1        |
| Силурес        | 5:2   | Этуаль Спортив  | 3:2      | 2:0        |
| Олимпик        | 1:6   | АСЕК Мимозас    | 0:2      | 1:4        |
| Грейт Олимпикс | 1:4   | Энугу Рейнджерс | 0:2      | 1:2        |
| Эмбассория     | 1:3   | Интер Стар      | 0:2      | 1:2        |
| Бата Буллетс   | отказ | Матлама         |          |            |
| Грин Баффалоз  | отказ | Корпс Энсинмент |          |            |
| Хафия          | отказ | Реал Банжул     |          |            |

## Второй раунд
| Команда 1       | Итог     | Команда 2         | 1-й матч | 2-й матч |
| --------------- | -------- | ----------------- | -------- | -------- |
| Интер Стар      | 2:4      | Аль-Меррейх       | 0:0      | 2:4      |
| Джолиба         | 3:4      | Ломе I            | 1:1      | 2:3      |
| Экспресс        | 1:2      | Газль Эль-Махалла | 1:1      | 0:1      |
| Вита            | 2:3      | Хафия             | 2:0      | 0:3      |
| КАРА            | 9:4      | Силурес           | 4:0      | 5:4      |
| АСЕК Мимозас    | 2:2 пен. | АСФА              | 1:1      | 1:1      |
| Энугу Рейнджерс | 1:1      | Янг Африканс      | 0:0      | 1:1      |
| Бата Буллетс    | 2:5      | Грин Баффалоз     | 0:2      | 2:3      |

## Четвертьфиналы
| Команда 1         | Итог     | Команда 2       | 1-й матч | 2-й матч |
| ----------------- | -------- | --------------- | -------- | -------- |
| Газль Эль-Махалла | 2:1      | Аль-Меррейх     | 2:1      | 0:0      |
| АСЕК Мимозас      | 2:3      | Ломе I          | 1:0      | 1:3      |
| КАРА              | 2:2 пен. | Хафия           | 2:0      | 0:2      |
| Грин Баффалоз     | 3:4      | Энугу Рейнджерс | 2:2      | 1:2      |

## Полуфиналы
| Команда 1         | Итог | Команда 2       | 1-й матч | 2-й матч |
| ----------------- | ---- | --------------- | -------- | -------- |
| Хафия             | 2:3  | Ломе I          | 1:0      | 1:1      |
| Газль Эль-Махалла | 3:4  | Энугу Рейнджерс | 3:1      | 0:3      |

## Финал
| 7 декабря 1975 | \| Хафия \| 1:0 \| Энугу Рейнджерс \| \| Н'Джо Леа 20′ \| Голы \| \| | 28-го сентября, Конакри |
| Хафия          | 1:0                                                                  | Энугу Рейнджерс         |
| Н'Джо Леа 20′  | Голы                                                                 |                         |

| 20 декабря 1975     | \| Энугу Рейнджерс \| 1:2 \| Хафия \| \| Обианика 20′ (пен.) \| Голы \| — Пети Сори · 88′ (пен.) Усман \| | Сурулере, Лагос                |
| Энугу Рейнджерс     | 1:2 | Хафия                          |
| Обианика 20′ (пен.) | Голы | — Пети Сори · 88′ (пен.) Усман |

## Чемпион
| Победитель Африканского Кубка чемпионов 1975 |
| -------------------------------------------- |
| Хафия 2-й титул                              |